# George MacKay
George Andrew J. MacKay (IPA: məˈkaɪ; London, 1992. március 13. –) angol színész. Karrierjét gyerekszínészként kezdte a Pán Péterben, majd több filmben is főszerepet játszott.

## Élete
Hammersmith-ben született, szülei Kim Baker és Paul MacKay voltak. George Barnes-ban nőtt fel a nővérével együtt. Ír származású. Anyai nagyanyja Cork városából származik.
A The Harrodian School tanulója volt. 17 éves korában sikertelenül jelentkezett a Royal Academy of Dramatic Art-ba és a London Academy of Music and Dramatic Art-ba.

## Filmográfia

### Film
| Év   | Magyar cím                                       | Eredeti cím                    | Szerep                    | Magyar hang     |
| ---- | ------------------------------------------------ | ------------------------------ | ------------------------- | --------------- |
| 2003 | Pán Péter                                        | Peter Pan                      | Fürtös                    | Ungvári Gergely |
| 2006 | Tolvajok hercege                                 | The Thief Lord                 | Riccio                    | Ungvári Gergely |
| 2008 | Ellenállók                                       | Defiance                       | Aron Bielski              | Kardos Bence    |
| 2009 | Anyátlanok – Életed nagy kalandja felnőtté válni | The Boys Are Back              | Harry                     | Berkes Bence    |
| 2011 |                                                  | Hunky Dory                     | Jake Zeppi                |                 |
| 2012 |                                                  | Private Peaceful               | fiú                       |                 |
| 2013 | Majd újra lesz nyár                              | How I Live Now                 | Edmund 'Eddie'            | Czető Roland    |
| 2013 |                                                  | Sunshine on Leith              | Davy                      |                 |
| 2013 | Csak saját felelősségre                          | For Those in Peril             | Aaron                     |                 |
| 2013 |                                                  | Breakfast With Jonny Wilkinson | Jake                      |                 |
| 2014 | Büszkeség és bányászélet                         | Pride                          | Joe "Bromley" Cooper      | Tóth Barna      |
| 2016 | Captain Fantastic                                | Captain Fantastic              | Bodevan Cash              | Berkes Bence    |
| 2017 | Menedék                                          | Marrowbone                     | Jack                      | Jéger Zsombor   |
| 2018 | Szerelem a gyűlölet idején                       | Where Hands Touch              | Lutz                      |                 |
| 2018 |                                                  | Been So Long                   | Gil                       |                 |
| 2018 |                                                  | Ophelia                        | Hamlet                    |                 |
| 2019 | A Kelly banda igaz története                     | True History of the Kelly Gang | Ned Kelly                 | Ágoston Péter   |
| 2019 |                                                  | A Guide to Second Date Sex     | Ryan                      |                 |
| 2019 | 1917                                             | 1917                           | William Schofield tizedes | Czető Roland    |
| 2020 |                                                  | Nuclear                        | fiú                       |                 |
| 2021 | Wolf                                             | Wolf                           | Jacob                     | Czető Roland    |
| 2021 | München                                          | Munich – The Edge of War       | Hugh Legat                | Csiby Gergely   |
| 2022 | Beugrottam                                       | I Came By                      | Toby Nealey               | Patkós Márton   |
| 2023 |                                                  | Femme                          | Preston                   |                 |
| 2023 |                                                  | The Beast                      | Louis                     |                 |
| 2024 |                                                  | The End                        | fiú                       |                 |

### Televízió
| Év   | Magyar cím                    | Eredeti cím                  | Szerep                  | Megjegyzés         |
| ---- | ----------------------------- | ---------------------------- | ----------------------- | ------------------ |
| 2004 | Rose és Maloney               | Rose and Maloney             | Calum fiatalon          | 1 epizód           |
| 2005 |                               | Footprints in the Snow       | Nathan Hill             | tévéfilm           |
| 2005 |                               | The Brief                    | Zak Farmer              | 2. évad (1 epizód) |
| 2006 |                               | Johnny and the Bomb          | Johnny Maxwell          | minisorozat        |
| 2006 | A cunami után                 | Tsunami: The Aftermath       | Adam Peabody            | minisorozat        |
| 2007 |                               | The Old Curiosity Shop       | Kit Nubbles             | tévéfilm           |
| 2012 | Madárdal                      | Birdsong                     | Douglas közlegény       | tévéfilm           |
| 2012 | Guttmann: Egy kivételes ember | The Best of Men              | William Heath közlegény | tévéfilm           |
| 2015 |                               | The Outcast                  | Lewis Aldridge          | minisorozat        |
| 2016 |                               | 11.22.63                     | Bill Turcotte           | minisorozat        |
| 2016 |                               | Neil Gaiman's Likely Stories | Simon Powers            | 1 epizód           |
| 2018 |                               | To Provide All People        | apa                     | tévéfilm           |
| 2020 |                               | Ataraxia                     | fiú                     | minisorozat        |
| 2021 |                               | The Trick                    | Sam Bowen               | tévéfilm           |